# Эрдмансдёрфер, Карл
Карл Фридрих Ойзебиус Эрдмансдёрфер (нем. Karl Friedrich Eusebius Erdmannsdörfer; 14 сентября 1810, Вёрд, ныне в составе Нюрнберга — 12 августа 1886, Нюрнберг) — немецкий скрипач и дирижёр. Отец Макса Эрдмансдёрфера.
Сын мыловара. Учился у городского музыканта Фердинанда Керна. В тринадцатилетнем возрасте дебютировал в составе городского оркестра, участником которого оставался на протяжении 52 лет, в том числе 32 года в качестве концертмейстера. C 1840-х гг. выступал также как руководитель симфонических концертов.
Среди важнейших учеников Эрдмансдёрфера, помимо его собственного сына, Иероним Вейкман и Иван Пиккель.